# Јан Арношт Смолер
За друга значења, погледајте Смолер.
Јан Арношт Смолер (глсрп. Jan Arnošt Smoler; Лучо код Уиста, 3. март 1816 — Будишин, 13. јун 1884), на њемачком Јохан Ернест Шмалер (њем. Johann Ernst Schmaler), био лужичкосрпски лингвиста, оснивач лужичкосрпске лингивстике, публициста, уредник и издавач новина „Serbske Nowiny” и часописа „Łužičan”, оснивач лужичкосрпског књижевног издалаваштва и књижевног часописа, један од оснивача организације Матица лужичкосрпска, оснивач здања Лужичкосрпски дом у Будишину, центра националног и културног живота Лужичких Срба, један је од вођа лужичкосрпског националног препорода 19. вијека.‍:13–14 Учесник је Словенског конгреса у Москви и Санкт Петербургу 1867. године.

## Биографија
Јан Арношт Смолер је рођен 1816. године у пруском дијелу Горње Лужице, у селу Лучо, које се налази у близини града Војереца. Њњегов отац, Корла Јан Смолер био је протестантски кантор и учитељ, који је службовао у селу Ваз. У Вазу је Јан Смолер похађао основну школу. Од 1827. године похађао је гимназију у Будишину. Након завршетка гимназије 1836. године, уписује богословски факултет Универзитета у Ворцлаву, на коме је студирао до 1840, а затим се почео занимати словенским језицима и књижевношћу, које је студиорао од 1840. до 1845. године под назором пјесника Франтишека Челаковског, једног од активних чланова чешког националног препорода. Већ у средњој школи Смолер организује круг, у коме се са другим ученицима бавио изучавањем лужичкосрпског језика. Током одмора Јан је путовао по Лужици, биљежећи разне фолклорне радње. Током посјете родном крају прикупљао је информације о границама лужичкосрпске земље и броју Лужичких Срба.‍:p. 13 Године 1841. објавио је лужичкосрпску епску пјесму „Наши младићи иду у рат”.
Након студија на универзитету Јан Арношт Смолер се постветио истраживању на пољу лингвистике, писао је и објавио рјечнике, посебно на изучавању лужичкосрпског језика, организовао је кругове, у којима су учили да читају и пишу на лужичкосрпском, а организована је и настава у овим круговима, промовишући реформу правописа.‍:p. 14 Уз активно учешће Јана Арношта 1847. године основано је лужичкосрпско културно и просвјетно друштво Матица лужичкосрпска, која за главни циљ имала објављивање на матерњем језику.‍:p. 15 Јан је активно учестовао на уређивању и објављивању часописа на лужичкосрпском језику. Од 1848. до 1852. године био је главни уредник културно-друштвеног и књижевног алманаха „Časopis Maćicy Serbskeje”. Сарађивао је са Јаном Петром Јорданом у издању недјељних новина „Jutnička”, а 1849. године је унапређен у уредника недјељеника „Tydźenska nowina”, који је касније преименован у „Serbske Nowiny”, у периоду од 1850. до 1854. постао је њихов издавач и бавио се објављивањем листа до 1884. године. У Будишину је 1851. отворио први лужичкосрпску књижару. Поред тога, од 1860. године Јан Арношт Смолер је такође издавао часопис „Łužičan”. Како би се проширио спектар читалаца са материјом која се тиче Лужичких Срба, њихове историје и културе, Јан Арношт Смолер је часопис објављивао и на њемачком језику.‍:p. 14 Од 1859. до 1883. године неколико пута је посјетио Русију, сарађивајући са како са руским тако и са другим научниницима из других словенских земаља и региона. Био присталица идеје панславизма. Посебно, велики утицај на Смолера је имао академик Измаил Срезновски.